# Les Roques de la Bastida
Les Roques de la Bastida és una serra situada al municipi de Rialp a la comarca del Pallars Sobirà, amb una elevació màxima de 1.791 metres.